# Actief publiek
Actief publiek is een begrip uit het communicatiemanagement waarmee een groep stakeholders wordt aangeduid die zich niet alleen bewust is van het feit dat een bedrijf of organisatie haar belangen of vermeende belangen raakt, maar die zich daar ook daadwerkelijk mee bemoeit.
De theorie van communicatiemanagement onderscheidt diverse publieken waartoe stakeholders kunnen worden gerekend. Gerangschikt naar toenemende graad van activiteit, kunnen dat zijn: non-publiek (het thema raakt hen niet), latent publiek (onbewust van het feit dat het thema hen raakt), bewust publiek (bewust van het feit dat het thema hen raakt) en actief publiek (daadwerkelijke bemoeienis). Elk van deze 'publieken' vergt een andere communicatiestrategie van het bedrijf of de organisatie.
Een actief publiek kan, wanneer het zich tegen het bedrijfsdoel gaat verzetten, een bedrijf in een crisissituatie brengen. Als voorbeeld wordt wel genoemd het actieve verzet van milieuorganisaties tegen het voornemen van Shell om de olieopslagboei Brent Spar af te laten zinken. Dit verzet leidde bijvoorbeeld in Duitsland tot een consumentenstaking.

## Bron
- Betteke van Ruler, Strategisch management van communicatie. Introductie van het communicatiekruispunt, Deventer: Samsom 1998, p. 43.